# Мозельроманский язык

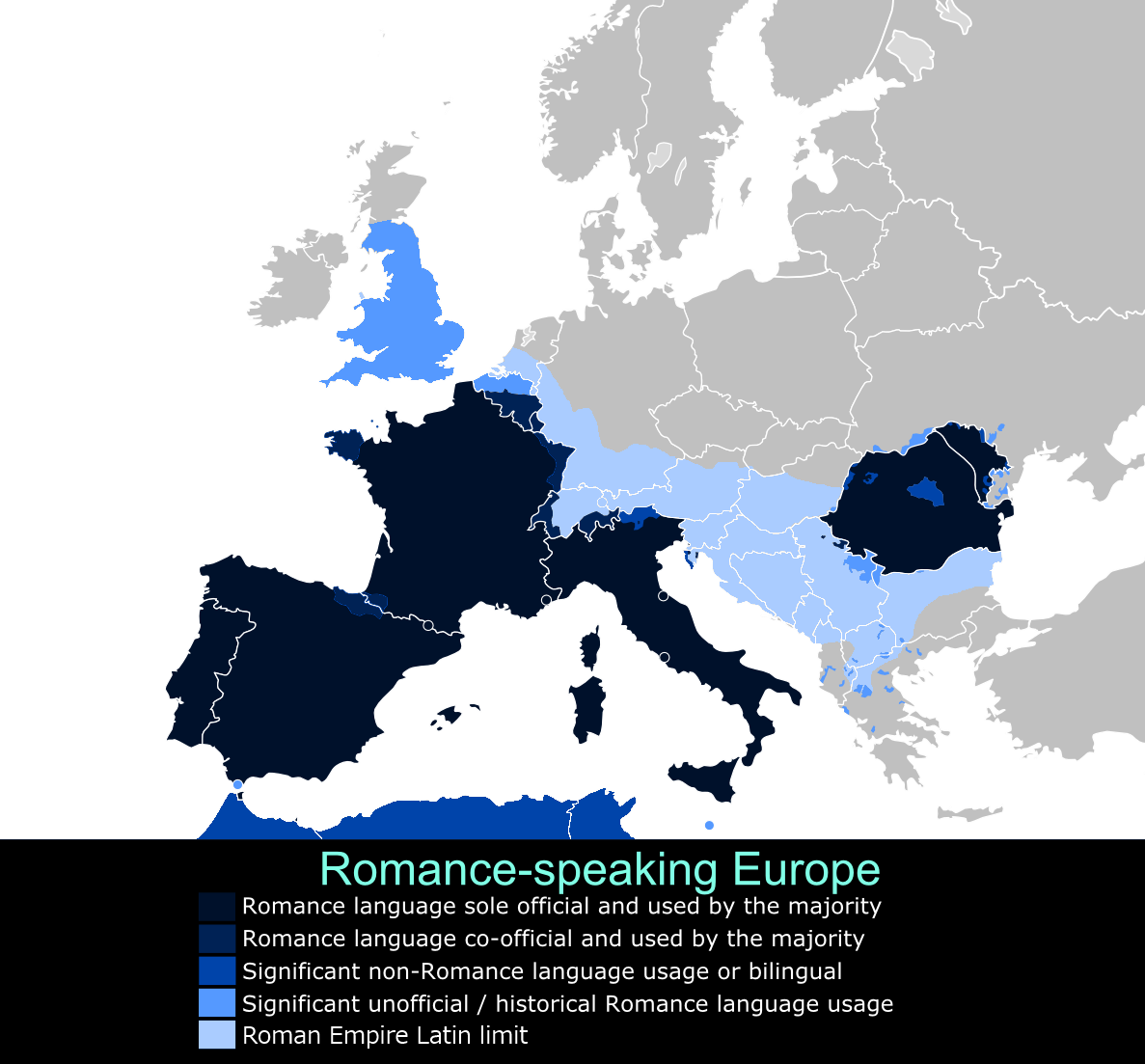
Территория Рейнланда была исторически зоной распространения романских языков

Мозельроманский язык — исчезнувший галло-романский язык из семейства языков ойль, бывший распространённым в основном в районе нижнего течения реки Мозель, в Мозельской долине.

## История
Начавшийся с 50 г. н.э. после завоевания Цезарем Галлии процесс романизации затронул также территории будущих Бельгии, Люксембурга и Рейнланда.

## Происхождение мозельроманского языка

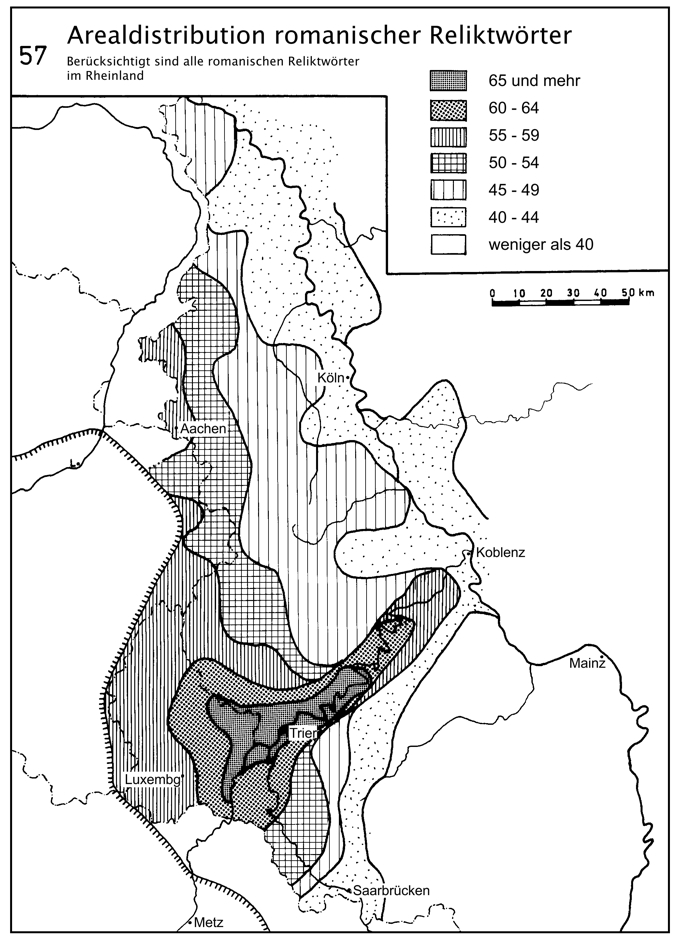
Карта доли реликтовых романских заимствований в немецких диалектах Мозельской долины

Когда германские племена англов и саксов со своих исконных земель на северо-западе современной ФРГ направлялись в Британию, они пересекли современные Брабант, Голландию и Фландрию, в результате чего они оттеснили часть местных франков на юго-восток вдоль рек Урт и Зауэр. Тем самым галло-римское население региона Кобленца—Трира было отрезано германским клином шириной в 60 километров, от Арлона до Трира, от остальных романоговорящих. Целостное галло-романское языковое пространство распалось, и северные наречия галло-романского языка (языка ойль) развивались своими путями — в зависимости от уровня романизации и германизации регионов. Мозельроманский язык оказался в наиболее тяжелом состоянии — он был полностью изолирован от всего остального романского мира. Это и предопределило ассимиляцию носителей и полное исчезновение языка к концу Средневековья.

## Пример текста
Надпись на надгробии VI века н.э свидетельствует о возникновении особого мозельроманского языка:
- "Hoc tetolo fecet Montana, conlux sua, Mauricio, qui visit con elo annus dodece; et portavit annus qarranta; trasit die VIII K(a)l(endas) Iunias."
- "Это надгробие было сделано Монтаной, женой Маврикия, который жил с ней двенадцать лет и ему было сорок лет; он умер 25 мая"

На латыни эта надпись звучит так:
- "Hunc titulum Mauricio fecit Montana, coniunx eius, quae vixit cum illo annos duodecim; et habuit annos quadraginta; transiit de VIII Kalendas Iunias"